# Château de Huniade
Le château de Huniade (en roumain : Castelul Huniazilor) se trouve à Timișoara, au Banat, en Roumanie. Construit de 1443 à 1447 par Jean Hunyadi sur les ruines d'un château du XIVe siècle, c'est le plus ancien édifice de la ville. De nos jours, il abrite le Musée du Banat.

## Histoire

### L'ancien château
Vu les troubles que le royaume de Hongrie éprouvait au début du XIVe siècle, le roi Charles Robert décida, à la suite d'une visite faite en 1307, de s'installer à Timișoara. C'est à ce moment que débuta la construction d'un château royal. Le château, réalisé par des maîtres italiens, fut probablement terminé en 1315, car le roi y résida de 1316 à 1324. L'édifice était construit autour d'une cour intérieure quadrilatère et aux angles se dressaient des tours cylindriques. Des travaux importants ont été réalisés au temps du comte Pippo Spano.

### Le nouveau château
Une fois devenu comte de Timișoara en 1441, Iancu de Hunedoara décida d'y établir sa résidence. Par conséquent, il commença la construction d'un nouveau château sur les ruines de l'ancien château royal qui avait été terrassé par un tremblement de terre. L'architecte italien Paolo Santini de Duccio contribua à l'édification du château. L'édifice, tout comme les fortifications de la ville, fut pourvu de tours demi-circulaires, propices à l'usage de l'artillerie. Jusqu'au 1552, tous les rois qui visitèrent Timișoara y ont résidé. De 1552 à 1716, pendant l'occupation ottomane de Timișoara, le château fut la résidence des beylerbey.

### La reconstruction
Au cours de la campagne de conquête du Banat, les troupes impériales ont fortement endommagé l'édifice, au point où sa rénovation fut nécessaire. Cependant, sa fonction changea : le château fut transformé en quartier-général pour les troupes d'artillerie et en dépôt militaire.
En 1849, lorsque Timișoara était soumise au siège des révolutionnaires hongrois, le château fut presque entièrement détruit. Les travaux de reconstruction ont été terminés en 1856. Cependant, l'édifice (et notamment la façade) a subi des modifications majeures.

## Galerie

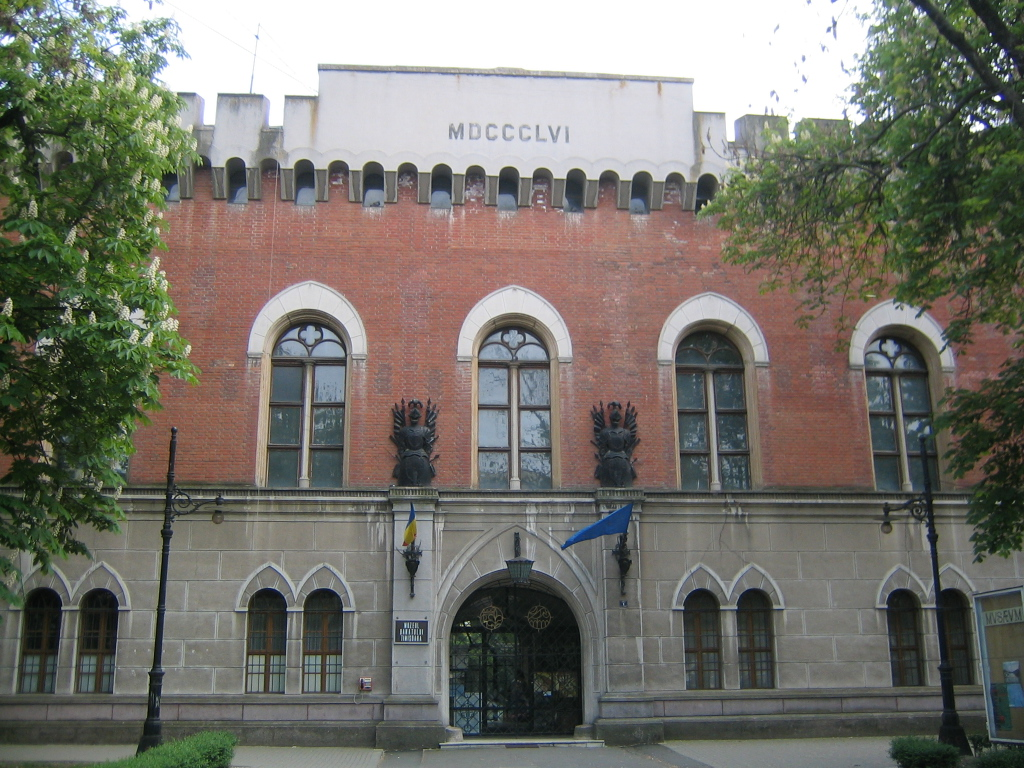
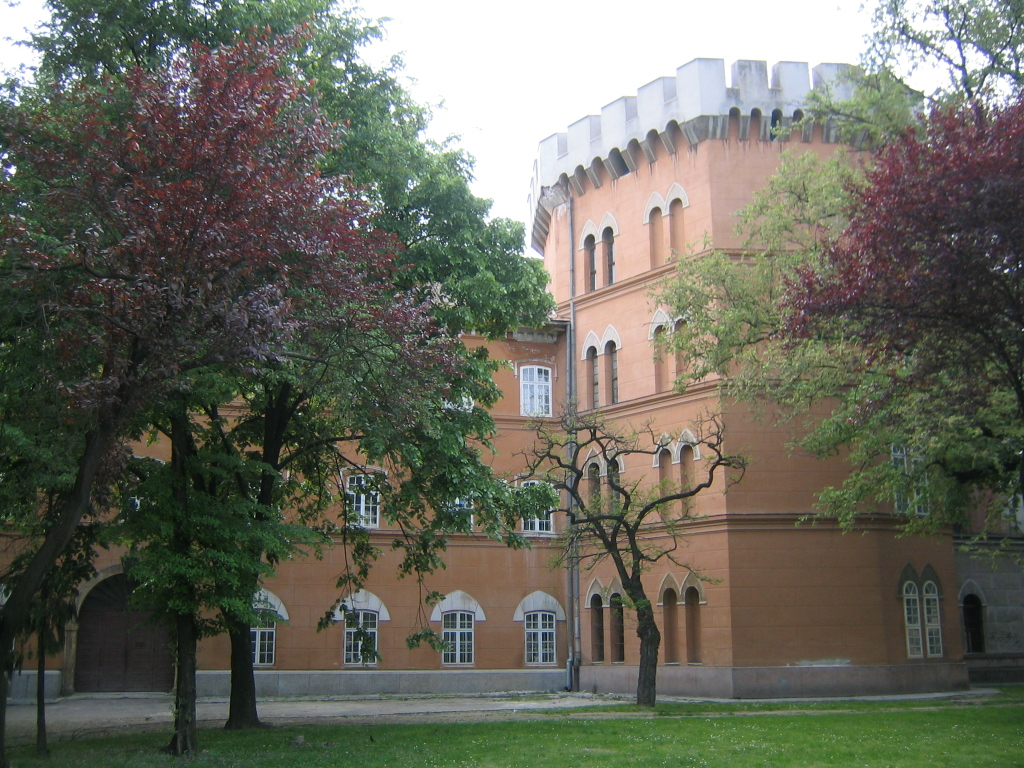
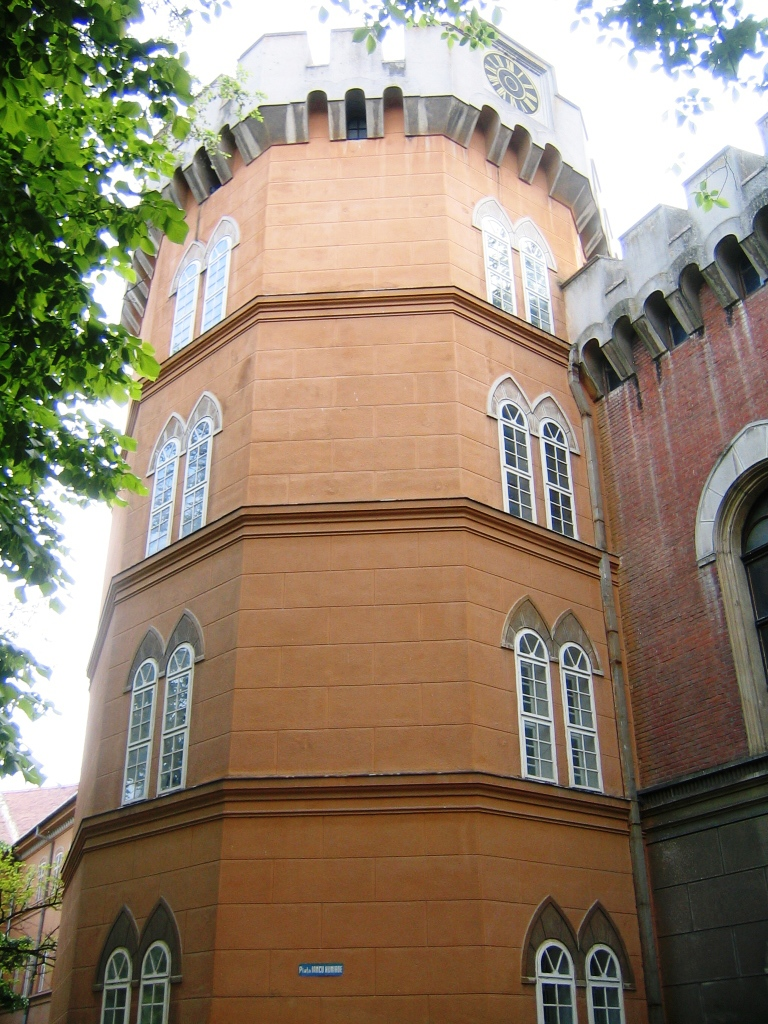
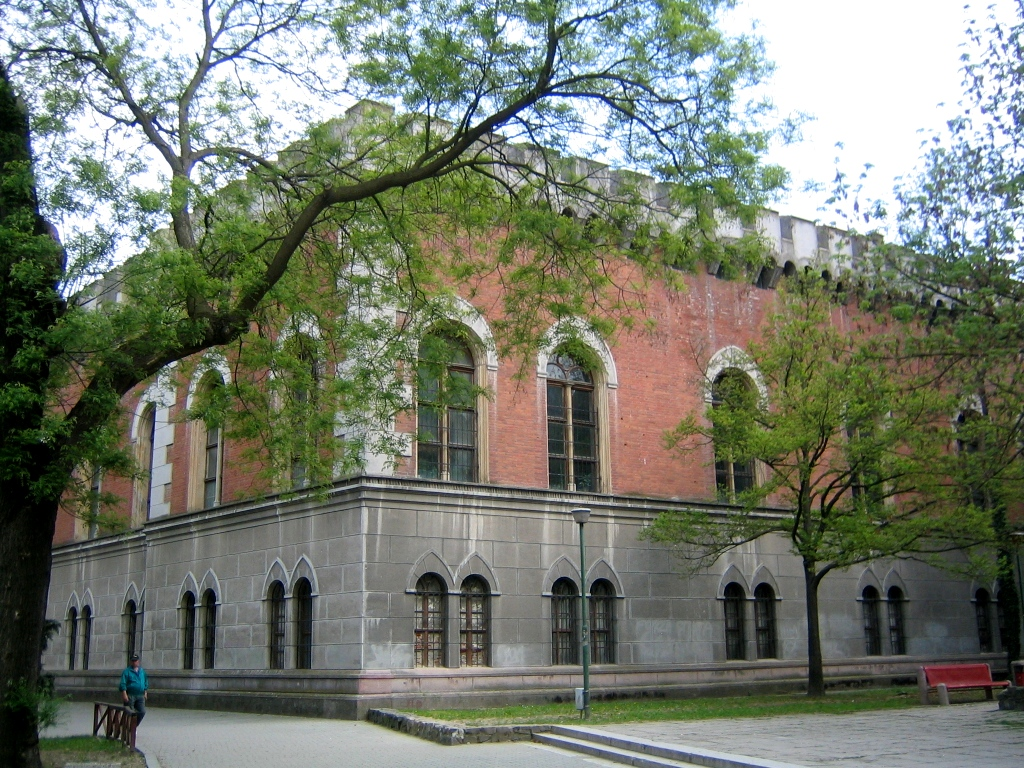